# 島田洋之介・今喜多代
島田 洋之介・今 喜多代（しまだ ようのすけ・いま きたよ）は、戦後に活躍した夫婦漫才コンビである。夫婦であることを前提にした漫才の先駆けでもあった。
2007年第12回上方演芸の殿堂入り。

## メンバー
- 島田 洋之介（しまだ ようのすけ、1915年7月5日 - 1985年7月20日 ）

父は、興行師兼芸人のようなことをしていた。兄は、戦前の剣劇役者として一世を風靡していて、その一座で鍛え上げた時代劇体験が彼の戦後に大いに役立った。同じ一座には原哲男がいた。
1957年、妻とコンビを結成。1959年より吉本興業が演芸に再び力を入れ始め開場したうめだ花月に出演、以降吉本の花月の看板でなんば花月、京都花月に出演、1974年に洋介から洋之介に改名。糖尿病の悪化で1979年に引退。1985年7月20日に慢性腎不全のため死去した。
大柄でおっとりとした芸風が小柄で小気味良い喋りの喜多代とのコントラストを生み、舞台に上がりセンターマイクの高さの位置を上げるだけでどっと笑いが起きるほどで、人気漫才師となった。同門の兄弟弟子には島ひろし、志摩八郎（後の松竹芸能文芸部の漫才作家）等がいる。また甥に堀健（島陽之助・堀江洋子の実子、元吉本興業の営業マンから吉本新喜劇に在籍）。
- 今 喜多代（いま きたよ、1926年1月16日 - 2011年 茨城県水戸市出身、育ちは東京浅草）

東京の漫才師（曲芸師でもあった）巴家寅子に弟子入り「巴家寅の子」を名乗る。かしまし娘の正司歌江や美山なをみ・白川珍児のなをみとコンビを組んだ。1957年、夫の島田洋介とコンビを結成、夫の引退後ははな愛花とコンビを組み、「今日喜多代」に改名。1980年、吉本新喜劇団員の阿吾寿朗と再コンビを組む。
今喜多代は後に、今日喜多代や今日規汰代の芸名で講演やコメンテーターで活躍、2011年に死去した。亡くなる10年以上前に引退していた。吉本興業でなく大滝エージェンシーに所属していた。かつて正司歌江とコンビを組んだ経緯からか、本人はかしまし娘に参加したかったようで、すでに50年近くたっても｢うちもかしまし娘に入れてもらえるはずやったのに呼んでもらへんかった｣と冗談まじりの愚痴をたびたびもらしていた。
趣味は易学占いで芸名も易学占いで改名した。
本名は「堀清子」といった。
焼肉屋を経営していたことがある。

## 人物・芸風
- 大映京都撮影所作品の『東海道お化け道中』では夫婦で出演しており、予告編と併せて、「大男の洋之介のもっさりとした喋りと、小柄な喜多代の早口での掛け合い」というその芸風をうかがうことが出来る。
- 余芸として二人羽織、洋之介は一人相撲（力士のマゲ、まわし姿で相撲の試合を塩を撒くところから試合が終わるまでを演じきる俄芸）があった。

## 出演

### テレビ
※喜多代のみ出演。
- ズバリ!悩みおまかせ（1980年代後半、サンテレビ）
- 京一輪（1989年 - 1990年、読売テレビ）
- CLUB紳助（1996年、ABC、紳助との共演）

## 受賞
- 第1回 上方漫才大賞奨励賞
- 第6回 上方漫才大賞大賞

## 弟子
- 洋之介の弟子
  - B&B
  - 島田一の介
  - 島田紳助[3]
  - 喜多洋司[4]
- 喜多代の弟子
  - 今いくよ・くるよ
  - 翠みち代